# Brigate Mazzini
Le Brigate Mazzini furono uno dei cinque principali gruppi politici partigiani che parteciparono alla lotta di liberazione nazionale, e furono principalmente legate al Partito Repubblicano Italiano ma, in taluni casi, anche al PCI, al movimento cattolico e a Giustizia e Libertà.

## Storia

### La genesi

Giovanni Conti (1882-1957), fu contrario a qualsiasi rapporto con la monarchia, compresa la partecipazione del PRI al Comitato di Liberazione Nazionale

Con l'instaurazione della dittatura fascista, il 1º gennaio 1927, il Partito Repubblicano, per proseguire la propria attività politica, comunicò l'avvenuto trasferimento all'estero e, precisamente, a Parigi. All'indomani dell'ottavo congresso in esilio (Parigi, 1938), fu eletto segretario politico Randolfo Pacciardi, affiancato collegialmente da Cipriano Facchinetti. L'occupazione tedesca della Francia (1940), tuttavia, costrinse i repubblicani in esilio in Francia ad emigrare nuovamente. Dopo una rocambolesca fuga, Pacciardi riuscì a raggiungere gli Stati Uniti; Facchinetti, invece, fu arrestato a Marsiglia dalla polizia tedesca e, successivamente, incarcerato a Regina Coeli. Sostanzialmente, quindi, l'organizzazione del partito si dissolse temporaneamente.
Nel frattempo, il gruppo degli oppositori democratici al fascismo sentì l'esigenza di costituire in Italia un nuovo soggetto politico. Il 4 giugno 1942, nella casa romana di Federico Comandini, si costituì clandestinamente il Partito d'Azione riprendendo il nome del movimento politico risorgimentale fondato nel 1853 da Mazzini.
Molti repubblicani, pertanto, aderirono al nuovo partito, nella convinzione – in alcuni casi – che fosse la naturale continuazione del vecchio PRI, sia pure con diverso nome e ferma restando la pregiudiziale repubblicana. Tra essi: Oronzo Reale, Giulio Andrea Belloni, lo stesso Comandini e l'economista Ugo La Malfa che, nel 1925-26, aveva fatto parte dell'Unione democratica nazionale di Giovanni Amendola. Anche Giovanni Conti, cioè l'esponente più importante del PRI rimasto in Italia, avrebbe ammesso, alcuni anni dopo, di non essersi opposto alla partecipazione dei repubblicani al nuovo movimento e di averla, addirittura, apertamente consigliata.
Subito dopo la caduta del fascismo, tuttavia, Conti, anche a nome di Cipriano Facchinetti, appena scarcerato da Regina Coeli, Oliviero Zuccarini e Cino Macrelli, proclamò a Roma la ricostituzione del Partito Repubblicano Italiano e riprese le pubblicazioni de La Voce Repubblicana. A Conti, l'uomo dell'intransigenza repubblicana, è genericamente attribuita dagli storici la responsabilità della mancata partecipazione del PRI al Comitato di Liberazione Nazionale, dopo l'8 settembre 1943, per l'imprescindibile pregiudiziale ad ogni forma di rapporto con i Savoia, oltre che per l'avversione all'istituto monarchico in sé. Ciò comportò l'isolamento del PRI dagli altri partiti del CLN (DC, PCI, PSIUP, PLI, Democrazia del Lavoro e lo stesso Partito d'Azione) e un disorientamento, quanto meno iniziale, dei militanti repubblicani nelle varie formazioni partigiane e di quelle che si andavano costituendo con il nome di Brigate Mazzini, facenti riferimento al partito stesso.
Nonostante l'atteggiamento intransigente di Conti, infatti, non mancarono, in periferia e nella stessa Roma e nel Lazio, i rapporti tra i repubblicani e i Comitati di liberazione locali, per non compromettere l'unità della lotta al nazifascismo.
Infine, a rendere ancor più i complicati e difficoltosi rapporti interni dei repubblicani, il 9-10 ottobre dello stesso anno, a Portsmouth, si tenne un nuovo Congresso del Partito Repubblicano in esilio e, il 5 dicembre, a Milano, un Congresso clandestino dell'Alta Italia, senza che venisse individuata una precisa linea d'azione.

### Forze in campo e zone operative
Premesso quanto sopra, non è ancora facile stimare il numero totale delle Brigate Mazzini operanti nella Resistenza che facevano riferimento al Partito Repubblicano; è appurato, infatti, che un buon numero di formazioni con lo stesso nome, pur formate da repubblicani, dipendevano da altri partiti (PCI o PdAz.-Giustizia e Libertà).
Nella stessa Roma e nel Lazio, mentre le squadre romane formate direttamente dal partito erano guidate dal veterano della Guerra civile spagnola, Giorgio Braccialarghe, una Brigata Mazzini, comandata da Battista Bardanzellu operava unitariamente alle squadre del Partito d'Azione.
Dopo la liberazione di Roma, furono costituiti raggruppamenti regionali delle Brigate Mazzini in Emilia-Romagna, Piemonte, Liguria, Lombardia e nelle Tre Venezie; nella sola Lombardia furono costituite cinque brigate.
In Toscana, Giorgio Braccialarghe fu paracadutato vicino a Pistoia, onde coadiuvare il coordinamento della brigate partigiane che avevano le Alpi Apuane come zona operativa

#### Roma e Lazio
Giorgio Braccialarghe, al quale era stata affidata la guida delle “squadre d'azione” (così erano chiamate) del Partito Repubblicano dopo l'8 settembre 1943, provvide ad effettuare una suddivisione della città di Roma in zone operative, in totale indipendenza dagli altri partiti, non aderendo il partito al CLN. Furono così create squadre a San Giovanni, Garbatella, Mattatoio, Testaccio, Trastevere, Prati, Flaminio, Trevi-Colonna, Salario, Monteverde, Nomentano.
Le “squadre d'azione” che si segnalarono maggiormente furono quelle di Testaccio e di San Giovanni. A Testaccio, sin dal 9 settembre 1943, erano già state create quattro squadre d'azione di una dozzina di combattenti ciascuna, che avevano partecipato ai combattimenti della Cecchignola, ai Mercati generali e a Porta San Paolo, subendo due vittime (Nicola Abbatelli e Michele Ribeca) ma uccidendo due soldati tedeschi e facendo saltare un carro armato. Le azioni erano state condotte in collaborazione con le formazioni del Partito comunista e di Bandiera Rossa. Le squadre d'azione possedevano un deposito d'armi nel negozio di un barbiere in Via Amerigo Vespucci.
Solo a partire dal 12 ottobre le squadre di Testaccio si riunirono sotto il comando del partito ma, in contrasto con le direttive politiche, proseguirono i contatti sia con le formazioni comuniste che socialiste. Verso la fine di ottobre una squadra operò il gesto dimostrativo di strappare la bandiera uncinata nazista dalla torre di Porta San Paolo. Nel mese di marzo 1944, le squadre sono presenti insieme ai GAP al tentativo di assalto della Caserma dell'81º Fanteria in Viale Giulio Cesare, andato in fumo per la confusione conseguente al barbaro assassinio di Teresa Gullace. Furono effettuate missioni anche nel viterbese.
Nella zona di San Giovanni furono costituite due squadre armate con residuati bellici. Nel gennaio 1944, in un appartamento messo a disposizione da una delle due squadre d'azione, furono ospitati quattro agenti italiani in possesso di due apparecchiature radio in collegamento con gli americani. La due squadre inoltre furono impiegate anche nella diffusione di materiale di propaganda.
Braccialarghe effettuò anche un tentativo di creare un raggruppamento partigiano alternativo al CLN, con Bandiera Rossa, i cattolici comunisti e i socialisti dissidenti di Carlo Andreoni, ma senza alcun esito.

#### Emilia-Romagna

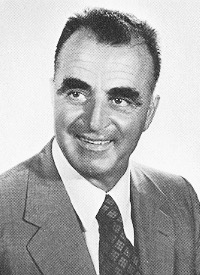
Oddo Biasini (1917-2009), Vice-comandante della Brigata Mazzini di Cesena, guiderà il Partito Repubblicano tra il 1975 e il 1979

La Brigata Mazzini operante in Emilia-Romagna fu creata nel marzo del 1944 con al comando Francesco Montanari, e il suo vice Oddo Biasini; essa operò inizialmente in collaborazione con il Partito Comunista, con atti di sabotaggio, azioni di recupero di materiale bellico, assistenza ai disertori tedeschi o ai militari alleati e la trasmissione di notizie agli alleati mediante una radio clandestina, situata nei pressi di Faenza.
Nel luglio del 1944 si costituirono tre distaccamenti: il “Montecodruzzo” di quaranta uomini, comandato da Osvaldo Abbondanza, il distaccamento GAP di 86, comandato da Silvano Spinelli e il distaccamento della “Valle Marecchia” di 80, comandato dal tenente Montella.
Il distaccamento GAP, effettuò il maggior numero di azioni, in gran parte individuali o di gruppi esigui; esso era formato da svariati gruppi (Cesena, Macerone, Gattolino, Villachiaviche, San Martino, Martorano, Savignano, Santarcangelo e Borello).
Il distaccamento di Montecodruzzo ha compiuto diverse azioni di disturbo lungo la rotabile di montagna, ed attaccò presidi nemici a Cà Bondanini e a Strigara, provocando una ventina di morti nemici, subendo solamente tre uomini feriti e due dispersi. L'azione permise il ricongiungimento di Stringara con le truppe alleate e fu menzionata anche da Radio Londra.
Il distaccamento della valle del Marecchia, operò nell'immediato retroterra della Linea Gotica che avrebbe dovuto fermare l'avanzata degli eserciti alleati, con l'invio di informazioni a mezzo di una radio trasmittente e l'attraversamento del fronte da parte di partigiani, numerose azioni di sabotaggio ed azioni di guerra contro reparti tedeschi e fascisti. Fra tutte, quella che merita maggior rilievo è stata l'occupazione di San Leo, tenuta dai fascisti, i quali si arresero e consegnarono le armi ai partigiani.

#### Piemonte
In Piemonte il movimento Giustizia e Libertà costituì tre Brigate Mazzini, la I, la IV e la V Brigata Mazzini, che operarono soprattutto nel Biellese, ma anche nella Valchiusella. Le tre formazioni impiegarono complessivamente 487 uomini, al comando di Pietro Ferreira “Pedro”, sino al settembre del 1944 e poi di Felice Maurino “Monti”. Altre due Brigate Mazzini (la II e la III Brigata) operarono in Valle d'Aosta e furono ben presto attratte dall'autonomismo valdostano”.
Nell'ottobre del 1944, a seguito di un rastrellamento, restarono in funzione solo la IV e la V Brigata. Nel settembre del 1944 fu arrestato il comandante Ferreira che riuscì, grazie ad uno scambio di prigionieri, a riacquistare la libertà e a riprendere il suo posto di lotta. Il 31 dicembre 1944, tuttavia, cadde in un tranello e, a Milano, cadde nelle mani dei fascisti. Imprigionato a Torino, fu condannato a morte e fucilato al Poligono del Martinetto il 23 gennaio 1945. Le Brigate Mazzini piemontesi ebbero in tutto 84 caduti.

#### Liguria
Il movimento partigiano in Liguria fu a netta predominanza garibaldina (cioè legato al PCI), ma a Sampierdarena, nel settore centrale, agivano anche la IV Brigata Mazzini (repubblicana), la III Brigata GL e la Giovane Italia.

#### Lombardia
In Lombardia, nel giugno 1944, furono costituite cinque Brigate Mazzini, tutte legate al Partito Repubblicano: la XXI, la XXII, la XXIII, la XXIV e la XV. Al comando fu posto Amedeo Piraino che, durante le giornate insurrezionali dell'aprile 1945 rappresentò il PRI nel CLN di Milano Nella XXI Brigata Mazzini c'era anche una corrente anarcosindacalista che ebbe in D'Annunzio D'Ascola una delle figure di spicco.

#### Vicentino
La Brigata Garibaldi "Mazzini" operante nel Vicentino, fu costituita ufficialmente il 20 aprile 1944; era composta da quattro battaglioni e raccoglieva giovani delle organizzazioni cattoliche, azionisti o simpatizzanti socialisti e comunisti, con l'obbiettivo primario della liberazione della patria dai tedeschi.
Con il mese di giugno del 1944, le sue azioni cominciarono a diventare intense e continue, nell'erroneo convincimento che gli angloamericani valutassero strategica la presenza del partigianato operante nelle colline e nelle montagne alle spalle delle linee difensive tedesche.
Le operazioni principali condotte dalla "Mazzini" durante i primi mesi dell'estate '44 furono: sabotaggi alle linee telefoniche e telegrafiche; assalti alle caserme della RSI; azioni intimidatrici nei confronti degli elementi del fascismo repubblicano; prelievi di armi per rifornire il battaglione di montagna, che agli ordini di Francesco Zaltron "Silva", si era posizionato nella parte sud dell'Altopiano di Asiago.
L'11 agosto 1944 la Guardia Nazionale Repubblicana effettuò un primo rastrellamento a Montecchio Precalcino, teatro di operazioni della Brigata Mazzini. Molti partigiani furono catturati ed altri furono costretti a costituirsi a seguito dell'arresto intimidatorio dei loro parenti più stretti. I partigiani furono subito interrogati e torturati in caserma, poi imprigionati nel carcere di San Biagio a Vicenza, dove subirono ulteriori torture. La maggior parte dei partigiani, tuttavia, resistette alle sevizie e, per questo, avviata nei lager nazisti.
A metà agosto, perse la vita in un incidente Silvano Testolin "Fifi" che, con Zaltron comandava il battaglione di montagna. Il 6 settembre 1944 i nazisti attaccarono circa duecentoquaranta partigiani di cui solo la metà armati e con armi principalmente a corta gittata, appartenenti alla Brigata Mazzini e alla Sette Comuni, nel Bosco Nero di Granezza, sull'Altopiano di Asiago, per un ulteriore rastrellamento. Le due brigate opposero una strenua resistenza, ma lasciarono sul campo una trentina di caduti, tra cui il vice-comandante della “Mazzini” Rinaldo Arnaldi “Loris”.
A seguito del tragico rastrellamento di Granezza, ai primi di dicembre fu effettuata una riorganizzazione del gruppo delle Brigate “Mazzini”, che fu posto al comando di Giacomo Chilesotti ed articolato nella brigata “Martiri di Granezza”, guidata da Francesco Zaltron e nella Brigata “Loris” (in onore di Rinaldo Arnaldi) capeggiata da Italo Mantiero “Albio”. La “Martiri di Granezza”, agiva nella zona di Thiene, la “Loris”, suddivisa in due battaglioni, nella zona di Dueville, Novoledo e Sandrigo.
Il 22 febbraio 1945, il gruppo delle Brigate Mazzini, partecipò alla costituzione della Divisione Alpina Monte Ortigara comandata da Chilesotti. A fine marzo fu catturato e soppresso con un colpo alla nuca il comandante della Brigata Mazzini Francesco Zaltron "Silva". Dopo la morte, per estremo vilipendio, è impiccato e oltraggiato. Gli successe Renato Nicolussi, che assunse il medesimo nome di battaglia.
Il 20 aprile 1945, tutti i reparti della brigata “ Martiri di Granezza” si disposero in assetto di guerra e, all'alba del 26 aprile attaccarono vittoriosamente una novantina di uomini della 25ª brigata nera “A.Capanni”, acquartierata da diversi mesi a Fara Vicentino.
Ulteriori attacchi furono sferrati a Lugo Vicentino contro il presidio della Xª MAS, che si arrese dopo un breve combattimento, contro una pattuglia tedesca, a Zugliano. Salcedo fu liberata il 27 aprile, Caltrano il 28.Infine, il 29 aprile gli uomini della “Mazzini” e quelli della garibaldina “Mameli” liberarono anche Thiene. In questi combattimenti caddero una trentina di uomini della “Mazzini”, oltre a una quarantina di feriti; tra i caduti: i comandanti della divisione “Ortigara”, Giacomo Chilesotti “Loris”, Giovanni Carli “Ottaviano” e Attilio Andretto “Sergio” , il 27 aprile 1945.

#### Trevigiano, Bellunese, Friuli
La Divisione garibaldina Nino Nannetti, dislocata a cavallo delle province di Treviso, Belluno e Pordenone, comprendeva anche una Brigata Mazzini, composta da 392 uomini (dati di inizio aprile 1945).
Il 31 agosto 1944 i tedeschi sferrarono un attacco massiccio contro la Brigata Mazzini, accampata a Solighetto. Il nemico fu respinto a Soligo, grazie anche ai rinforzi della Brigata Piave.
Il 1º settembre, tuttavia, la "Mazzini" fu costretta a ripiegare a Guia e a Miane con l'intento di portarsi sul Pian del Cansiglio, per evitare l'aggiramento da parte del nemico. Ivi, il comandante Francesco Sabatucci riuscì dopo cinque giorni di estenuanti combattimenti a far uscire la brigata dalla sacca ed a riunirsi il giorno dopo con la "Tolot" a Pian de le Femene e poi sul vicino monte Pezza con le brigate "Piave", "Mestre", "Casagrande" e "Gandin".

## Decorati delle Brigate Mazzini

Pietro Ferreira (1921-1945), di Giustizia e Libertà, Comandante della Brigata Mazzini piemontese. Medaglia d'oro al valor militare

- Pietro Ferreira "Pedro" (Giustizia e Libertà)[20] - Medaglia d'oro al valor militare (Torino, 23 febbraio 1945)
- Francesco Zaltron "Silva"[21] - Medaglia d'oro al valor militare (Calvene, 28 marzo 1945)
- Giacomo Chilesotti "Loris" (cattolico)[22] - Medaglia d'oro al valor militare (Sandrigo, 28 aprile 1945)
- Nicola Abbatelli (PRI)[23] - (Roma, 10 settembre 1943)
- Lino Masin "Nardo" (PCI)[24] - Medaglia d'argento al valor militare
- Giovanni Caretta Rigati[16] - Croce al Merito di Guerra (Montecchio Precalcino, 11 agosto 1944)
- Michelangelo Giaretta[16] - Croce al Merito di Guerra (Montecchio Precalcino, 11 agosto 1944), Distintivo d'Onore di "Volontario della Libertà, Medaglia di Benemerenza per i Volontari della II^ Guerra Mondiale e Medaglia d'Onore quale ex Deportato politico in lager nazisti.
- Giuseppe Francesco Grotto "Bepin"[16] - Croce al Merito di Guerra (Montecchio Precalcino, 11 agosto 1944)
- Giovanni Carollo[16] - Croce al Merito di Guerra (Battaglia di Granezza, 6 settembre 1944)